# 科学家
科学家是一个泛称，广义上指使用系统化的活动来发现新知识的人。狭义的定义指使用科学方法做研究，并且在一定的领域取得重要影响或者贡献的科研工作者。 科学家一般是某个，或者多个科学领域里的专家。

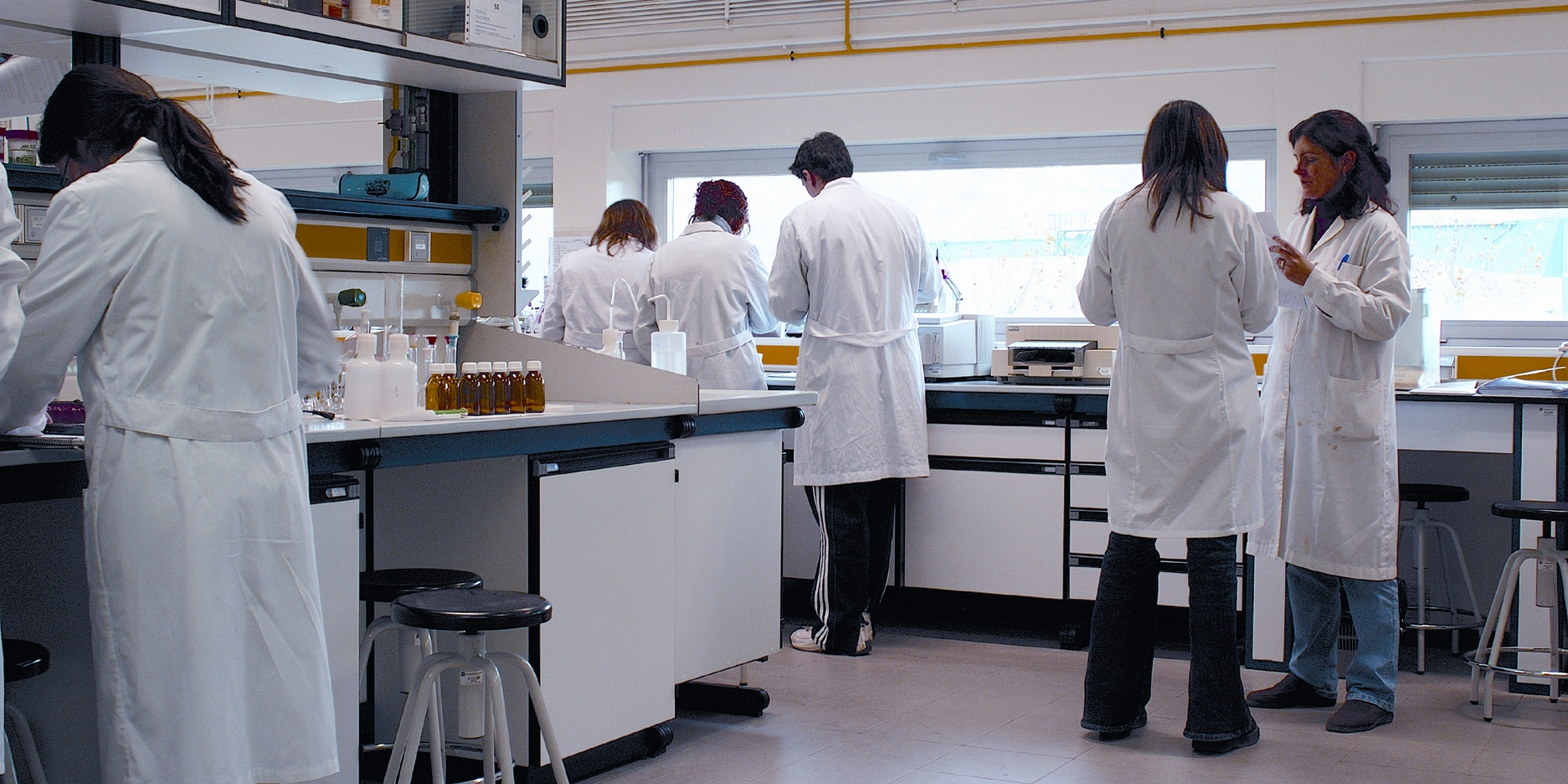
基礎研發科學家

## 性質
传统上数学也是一门科学，但在现代人倾向不认为数学家是科学家，因为数学发现与科学发现的方法不同：科学发现一般都可以透过实验来证明，但数学的理论却有不少只是一个理论，而没有实验去作实证。科学家与哲学家不同。哲学家通常只利用逻辑推理来理解非现实的东西。科学家也与工程师不同。工程师使用现有的知识来开发技术和实物，以解决实际的问题和达到实际的目的。

## 辭源
「科學家」的原文「scientist」一最早出現於1834年，乃威廉·惠威爾所創，用來表示「從事科學研究的人」。

## 種類
传统上被认为科学家的专家包括: 
- 数学家
- 化学家
- 物理学家
- 天文学家
- 医学家
- 生理学家
- 生物学家
- 动物学家
- 植物学家
- 生态学家
- 神經科學家
- 心理学家
- 计算机学家
- 航天学家
- 地理学家
- 宇宙学家
- 遗传学家
- 病毒学家
- 树木学家
- 昆虫学家
- 地质学家
- 爬虫学家
- 水力学家
- 水文学家
- 鱼类学家
- 运动医学家
- 鳞翅目昆虫学家
- 湖泊学家
- 矿物学家
- 鸟类学家
- 流变学家
- 地震学家
- 毒素学家
- 精神病学家
- 統計学家

## 外部連結
Further reading
- Alison Gopnik, "Finding Our Inner Scientist" （页面存档备份，存于）, Daedalus (journal), Winter 2004.
- Charles George Herbermann, The Catholic Encyclopedia. Science and the Church （页面存档备份，存于）. The Encyclopedia press, 1913. v.13. Page 598.
- Thomas Kuhn, The Structure of Scientific Revolutions, 1962.
- Arthur Jack Meadows. The Victorian Scientist: The Growth of a Profession, 2004. ISBN 0-7123-0894-6.
- Science, The Relation of Pure Science to Industrial Research （页面存档备份，存于）. American Association for the Advancement of Science. Page 511 onwards.

Websites
- For best results, add a little inspiration （页面存档备份，存于） - The Telegraph about What Inspired You?, a survey of key thinkers in science, technology and medicine
- Peer Review Journal Science on amateur scientists （页面存档备份，存于）
- The philosophy of the inductive sciences, founded upon their history (1847) - Complete Text

Audio-Visual
- "The Scientist" （页面存档备份，存于）, BBC Radio 4 discussion with John Gribbin, Patricia Fara and Hugh Pennington (In Our Time, Oct. 24, 2002)